# Onobrychis supina
Onobrychis supina är en ärtväxtart som först beskrevs av Dominique Villars, och fick sitt nu gällande namn av Dc. Onobrychis supina ingår i släktet esparsetter, och familjen ärtväxter. Inga underarter finns listade i Catalogue of Life.

## Bildgalleri

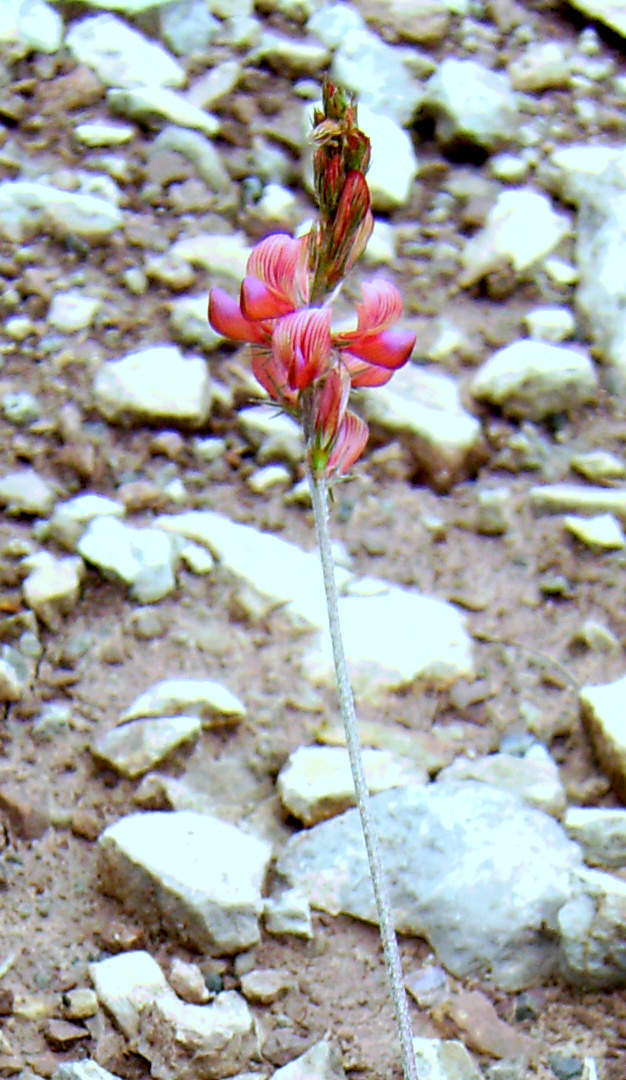